# بلبل سرسیاه
بلبل سرسیاه (نام علمی: Pycnonotus atriceps) نام یک گونه از سرده بلبل‌ها است.

## نگارخانه

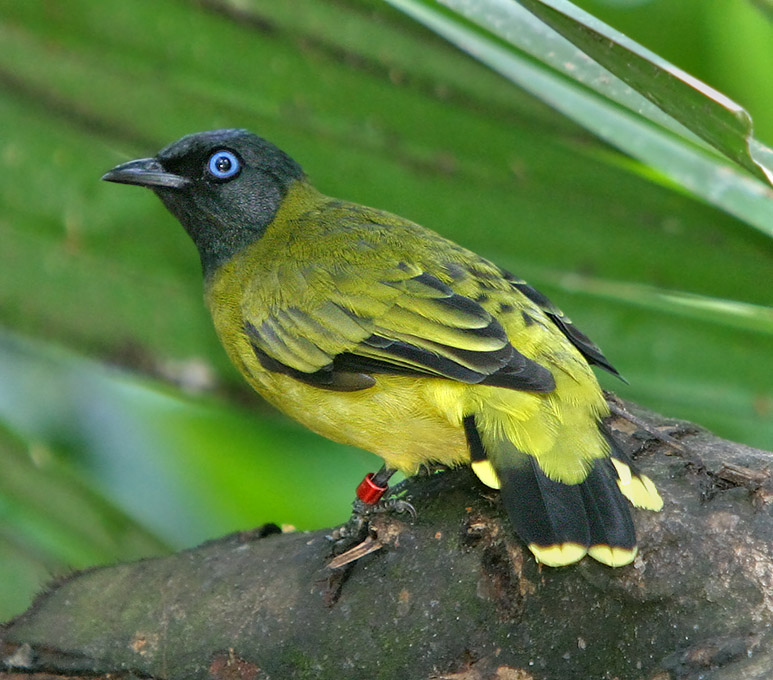